# Lymphogranuloma venereum
Lymphogranuloma venereum (auch Venerisches Granulom, venerische Lymphknotenentzündung, Lymphopathia venerea, Lymphogranuloma inguinale, Lymphogranulomatosis inguinalis und Nicolas-Durand-Favre-Krankheit, Abkürzung LGV) ist eine in der westlichen Welt seltene, in den Tropen häufiger vorkommende sexuell übertragbare Erkrankung. Die Krankheit zählt zu den so genannten klassischen Geschlechtskrankheiten. Die Erreger, erstmals als Chlamydienart entdeckt von Yoneji Miyagawa (1885–1959) und zunächst Miyagawanella lymphogranulomatosis und später Calymmatobacterium granulomatis genannt, sind die Serotypen L1-L3 von Chlamydia trachomatis.

## Krankheitsbild

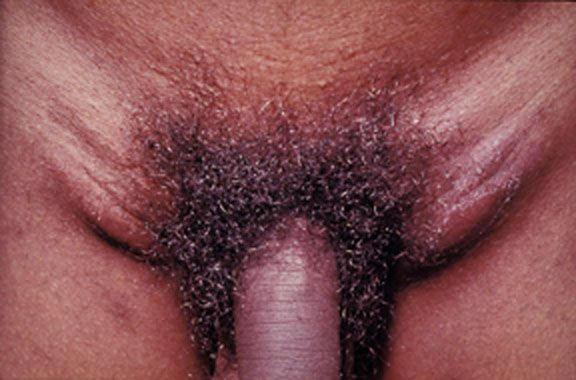
Lymphknotenschwellungen der Leisten bei Lymphogranuloma venereum

An der Kontaktstelle (genital, oral, rektal) bilden sich kleine schmerzlose Geschwüre, die sich nach 10–14 Tagen spontan zurückbilden. Anschließend schwellen die regionären Lymphknoten (Genital- und/oder Leistengegend bei Männern und Genital- und/oder Dammgegend bei Frauen) innerhalb von ein bis vier Wochen schmerzhaft an (Lymphadenitis). Die Haut kann sich an diesen Stellen blau-rot färben.
Unbehandelt kann diese Erkrankung in ein chronisches Stadium übergehen. Nach fünf bis zehn Jahren kann es dann über Jahrzehnte fortsetzend zu einem Verschluss der Lymphbahnen (Lymphsystem) und einem genitalen Lymphödem kommen. Chronische Geschwüre im Darmbereich sowie an den Geschlechtsorganen sind Anzeichen eines weit fortgeschrittenen Krankheitsverlaufs.
Allgemeine Symptome sind Fieber, Gelenk-, Muskel- und Kopfschmerzen.

## Therapie
Behandlung mit Makroliden und Tetracyclinen. Alle Geschlechtspartner sollten einer Behandlung (Postexpositionsprophylaxe) unterzogen werden.

## Vorbeugung
Ein wirksamer, jedoch nicht 100%iger Schutz sind Kondome.

## Meldepflicht
Nach dem österreichischen Geschlechtskrankheitengesetz ist die Erkrankung Lymphogranuloma inguinale beschränkt meldepflichtig (§ 4 in Verbindung mit § 1 Geschlechtskrankheitengesetz).
In der Schweiz ist der positive laboranalytische Befund für Laboratorien meldepflichtig und zwar nach dem Epidemiengesetz (EpG) in Verbindung mit der Epidemienverordnung und Anhang 3 der Verordnung des EDI über die Meldung von Beobachtungen übertragbarer Krankheiten des Menschen.